# Hemieuxoa annapurna
Hemieuxoa annapurna là một loài bướm đêm trong họ Noctuidae.